# George Kreis
George Kreis (z niem.: Krąg Georgego) – grupa artystów, a przede wszystkim literatów, skupionych wokół niemieckiego poety Stefana Georgego. Powstała ok. 1890 roku i wywodziła się ze środowiska skupionego wokół pisma literackiego Blätter für die Kunst (czasopismo dla sztuki), którego założycielem był właśnie George. Początkowo grupa prezentowała poglądy bliskie francuskiej cyganerii i działała według hasła sztuka dla sztuki, ale mniej więcej od 1900 roku głównym jej nurtem był symbolizm, którego Stefan George jest najsłynniejszym niemieckim przedstawicielem. W George Kreis nie było jasno określonych struktur. W pierwszej fazie jego istnienia składał się prawie wyłącznie z uczniów Georgego i redaktorów jego czasopisma. Niemniej zawsze, także później, kiedy George Kreis otworzył się na nowych członków, w jego centrum stał sam George, którego czczono jako mistrza i wielkiego artystę. Kobiety nie miały dostępu do grupy. Wraz ze śmiercią Stefana Georgego w 1933 roku grupa praktycznie przestała istnieć, mimo że niektórzy członkowie jeszcze po II wojnie światowej propagowali działalność swojego mistrza.

## Członkowie
Najważniejszym członkiem był sam Stefan George. Oprócz niego w George Kreis działało jeszcze wielu innych artystów, m.in.:
- Friedrich Gundolf
- Friedrich Wolters
- Percy Gothein
- Claus Schenk Graf von Stauffenberg

## Krytyka
Znany niemiecki pisarz i dziennikarz Otto Julius Bierbaum już w 1900 roku publicznie obśmiewał George Kreis a konkretnie fakt, że jego członkowie bezwarunkowo i bezkrytycznie oddają hołd Georgemu.